# Premio Skylark
El Premio Skylark, oficialmente llamado Edward E. Smith Memorial Awardes el reconocimiento concedido por la Asociación de Ciencia Ficción de Nueva Inglaterra a autores que, en opinión de sus miembros, han destacado por sus contribuciones a la ciencia ficción y sus cualidades personales. 
El galardón, también llamado «Premio Edward Elmer Smith Memorial» en recuerdo del escritor de ciencia ficción E. E. Smith, implica el reconocimiento de unas cualidades personales similares, en palabras de la Asociación a las "que hicieron que "Doc" Smith fuese apreciado por aquellos que lo conocieron."
Este criterio claramente subjetivo puede ser la explicación de por qué observamos notables ausencias entre los galardonados, como la del ultra liberal y militarista Robert A. Heinlein o el ácido y crítico editor Damon Knight, pero también la del racionalista Arthur C. Clarke.
Consiste en un trofeo con una gran lente. El galardonado es elegido por los miembros de la asociación. Se anuncia durante su convención anual, la Boskone, que este año ha tenido lugar en Boston. 

## Premiados
Relación de galardonados:
- 1966 Frederik Pohl
- 1967 Isaac Asimov
- 1968 John W. Campbell (editor y escritor)
- 1969 Hal Clement
- 1970 Judy-Lynn Benjamin del Rey
- 1972 Lester del Rey
- 1973 Larry Niven
- 1974 Ben Bova
- 1975 Gordon Dickson
- 1976 Anne McCaffrey
- 1977 Jack Gaughan
- 1978 Spider Robinson
- 1979 David Gerrold
- 1980 Jack Chalker
- 1981 Frank Kelly Freas (ilustrador)
- 1982 Poul Anderson
- 1983 Andre Norton
- 1984 Robert Silverberg
- 1985 Jack Williamson
- 1986 Wilson Tucker
- 1987 Vincent Di Fate (ilustrador)
- 1988 Caroline Janice Cherry
- 1989 Gene Wolfe
- 1990 Jane Yolen
- 1991 David Cherry (ilustrador)
- 1992 Orson Scott Card
- 1993 Tom Doherty
- 1994 Esther Friesner (editora, escritora)
- 1995 Mike Resnick
- 1996 Joe Haldeman & Gay Haldeman
- 1997 Hal Clement
- 1998 James White
- 1999 Bob Eggleton (ilustrador)
- 2000 Bruce Coville
- 2001 Ellen Asher
- 2002 David Langford
- 2003 Patrick Nielsen Hayden & Teresa Nielsen Hayden (editores)
- 2004 George Raymond Richard Martin
- 2005 Tamora Pierce
- 2006 David Hartwell (editor)
- 2007 Beth Meacham
- 2008 Charles Stross
- 2009 Terry Pratchett
- 2010 Omar Rayyan
- 2011 Lois McMaster Bujold
- 2012 Sharon Lee and Steve Miller
- 2013 Ginjer Buchanan
- 2014 Robert J. Sawyer
- 2015 Moshe Feder
- 2016 Gardner Dozois
- 2017 Jo Walton
- 2018 Daniel M. Kimmel